# VfL Halle 1896
Der VfL Halle 1896 e. V. ist der älteste Sportverein der Stadt Halle (Saale) in Sachsen-Anhalt. Neben Fußball gibt es im Verein die Abteilungen Tischtennis und Gymnastik. Die Fußballer spielen im 1910 errichteten Stadion am Zoo (damals Sportplatz am Zoo), einer der ältesten und traditionsreichsten Anlagen im deutschen Fußball.

## Vereinsgeschichte
Der Verein wurde am 16. Juli 1896 unter dem Namen Hallescher Fußballclub von 1896 gegründet. Am 16. Dezember 1900 war der Verein eines von zwölf Gründungsmitgliedern des Verbandes Mitteldeutscher Ballspielvereine (VMBV). Außerdem war der Verein Gründungsmitglied des Deutschen Fußball-Bundes (DFB). Im Jahre 1909 war Halle der erste deutsche Fußballverein, der sich ein eigenes Vereinsgelände kaufte. Im Bereich des Zoologischen Gartens entstand in der Folgezeit die damals modernste Sportanlage in Mitteldeutschland, welche am 4. September 1910 mit einem Spiel gegen den VfB Leipzig eingeweiht wurde und 10.000 Zuschauern Platz bot. Am 23. September 1919 schloss sich der Verein mit dem Kaufmännischen Turnverein Halle zusammen und spielte fortan unter dem Namen VfL Halle von 1896. Zwar wurde die Fusion bereits im April 1920 wieder gelöst, der neue Name blieb jedoch bestehen. Nach der Auflösung aller Sportvereine im Jahr 1945 wurde am 10. November 1946 auf dem Gelände des VfL die SG Giebichenstein gegründet, aus der schließlich am 14. Mai 1949 die SG Genossenschaften Halle hervorging. 1951 entstand aus dem Verein die BSG Empor Halle, die bis zur politischen Wende in der DDR Bestand hatte. Am 1. August 1990 benannte sich die BSG in SV Empor Halle um, bevor der Verein am 4. Juli 1991 seinen alten Namen VfL Halle 1896 zurückerhielt.

## Fußballabteilung

### Geschichte
Erste Erfolge feierten die Fußballspieler des Vereins bereits Anfang des 20. Jahrhunderts, als der Verein 1905 den Titel der VMBV-Gauliga I (Region Halle/Leipzig) und in den Jahren 1908, 1909, 1913, 1917, 1918 und 1919 sechsmal die Meisterschaft der 1907 gegründeten Saalegauliga (Region Halle/Merseburg) gewann. 1917 und 1919 gewann die Mannschaft zudem die Mitteldeutsche Meisterschaft, die zwischen allen Gaumeistern des VMBV ausgespielt wurde. 1937 stieg die Mannschaft in die Gauliga Mitte auf, welche damals die höchste deutsche Spielklasse war. Dort spielten die Hallenser bis zur Einstellung des Spielbetriebes im Jahr 1944.
Nach dem Krieg spielte die erste Mannschaft des Vereins vorerst nur auf Kreisebene. Zur Spielzeit 1949/50 gelang der Aufstieg zur damals zweitklassigen Fußball-Landesklasse Sachsen-Anhalt. Nach Auflösung dieser Landesklasse 1952 war Halle in der Bezirksliga bzw. -klasse vertreten. Der Nachwuchs gewann 1953 die DDR-Jugendmeisterschaft (B-Jugend) sowie 1955 DDR-Juniorenmeisterschaft (A-Jugend). 1981 gelang der Herrenmannschaft der Aufstieg in die zweitklassige DDR-Liga, jedoch stiegen die Hallenser postwendend wieder ab.
1991 stieg der Verein in die viertklassige Landesliga Sachsen-Anhalt auf und gewann 1995 mit 14 Punkten Vorsprung die Meisterschaft, was den Aufstieg in die Oberliga Nordost bedeutete. Dort konnte sich der Verein in den folgenden Jahren auf den vorderen Plätzen etablieren und stieg 1999 als Meister der Staffel Süd sogar in die Regionalliga Nordost auf. 1997 und 1999 gewann der Verein zudem den FSA-Pokal und qualifizierte sich damit für die Hauptrunde um den DFB-Pokal. Dort unterlag der Verein 1997 gegen Eintracht Frankfurt (0:4) in der ersten und 1999 gegen den 1. FSV Mainz 05 (1:2) in der zweiten Runde. In der Regionalligasaison 1999/2000 erreichte der VfL Halle 96 den 14. Tabellenplatz. Aufgrund der Reduzierung von vier auf zwei Staffeln reichte dieser Platz nicht für den Klassenerhalt und die Mannschaft stieg wieder in die Oberliga ab.
Der Verein geriet in der Folgezeit in finanzielle Schwierigkeiten, sodass auch über eine Fusion mit dem Lokalrivalen Hallescher FC nachgedacht wurde. Die großen Unterschiede der beiden Vereine verhinderten dieses Vorhaben jedoch, sodass sich der VfL Halle 96 freiwillig aus der Oberliga zurückzog und zunächst in der sechstklassigen Verbandsliga Sachsen-Anhalt spielte. In der Saison 2008/09 wurde der VfL Halle 96 Verbandsliga-Meister und kehrte in die Oberliga Nordost zurück. Nach dem 11. Tabellenplatz in der Spielzeit 2009/10 erreichten die Hallenser am Ende der Saison 2010/11 lediglich Rang 14 und entgingen dem neuerlichen Abstieg in die Verbandsliga nur aufgrund der Eröffnung eines Insolvenzverfahrens gegen den Ligakonkurrenten FC Sachsen Leipzig.

## Sachsen-Anhalt-Pokal
| Saison  | Datum      | Runde         | Paarung                                  | Ergebnis  | Zuschauer | Stadion               |
| ------- | ---------- | ------------- | ---------------------------------------- | --------- | --------- | --------------------- |
| 1993/94 | 02.04.1994 | Halbfinale    | VfL Halle 1896 – Hallescher FC           | 0:6       | ?         |                       |
| 1995/96 | 15.06.1996 | Finale        | VfL Halle 1896 – FSV Lok/Altmark Stendal | 0:3       | 1.055     | Sportforum Gommern    |
| 1996/97 | 04.06.1997 | Finale        | VfL Halle 1896 – Schönebecker SV 1861    | 4:2 n. V. | 2.000     | Stadion Rüsternbreite |
| 1997/98 | 10.03.1998 | Achtelfinale  | VfL Halle 1896 – 1. FC Magdeburg         | 1:3 n. V. | 781       |                       |
| 1998/99 | 02.06.1999 | Finale        | VfL Halle 1896 – FC Anhalt Dessau        | 2:1       | 2.116     | Paul-Greifzu-Stadion  |
| 1999/00 | 01.06.2000 | Finale        | VfL Halle 1896 – 1. FC Magdeburg II      | 2:3       | 700       | Paul-Greifzu-Stadion  |
| 2002/03 | 30.03.2003 | Viertelfinale | VfL Halle 1896 – Hallescher FC           | 6:7 n. E. | ?         |                       |
| 2009/10 | 05.04.2010 | Viertelfinale | 1. FC Lok Stendal – VfL Halle 1896       | 1:0       |           |                       |
| 2010/11 | 09.10.2010 | Achtelfinale  | SG Union Sandersdorf – VfL Halle 1896    | 3:0       |           |                       |
| 2011/12 | 17.12.2011 | Viertelfinale | Haldensleber SC – VfL Halle 1896         | 2:1       |           |                       |
| 2012/13 | 03.10.2012 | Achtelfinale  | VfL Halle 1896 – 1. FC Magdeburg         | 0:2       | 687       | Stadion am Zoo        |
| 2013/14 | 16.11.2013 | Achtelfinale  | VfL Halle 1896 – Hallescher FC           | 0:1 n. V. | 3.400     | Stadion am Zoo        |
| 2014/15 | 13.05.2015 | Finale        | Hallescher FC – VfL Halle 1896           | 6:0       | 12.855    | Erdgas Sportpark      |
| 2015/16 | 26.03.2016 | Viertelfinale | VfL Halle 1896 – 1. FC Magdeburg         | 0:4       | 1.200     | Stadion am Zoo        |
| 2016/17 | 12.11.2016 | Viertelfinale | FSV Barleben – VfL Halle 1896            | 5:0       | 200       |                       |
| 2017/18 | 31.10.2017 | Achtelfinale  | BSV Halle-Ammendorf – VfL Halle 1896     | 3:0       |           |                       |
| 2018/19 | 17.11.2018 | Viertelfinale | 1. FC Lok Stendal – VfL Halle 1896       | 5:1       | 320       |                       |
| 2019/20 | 07.09.2019 | 2. Runde      | SV Blau-Weiß Zorbau – VfL Halle 1896     | 3:2       |           |                       |
| 2022/23 | 24.09.2022 | 3. Runde      | VfL Halle 1896 – SV Blau-Weiß Zorbau     | 0:3       | 177       |                       |
| 2023/24 | 14.05.2024 | Halbfinale    | VfL Halle 1896 – Hallescher FC           | 0:2       | 4.289     | Leuna-Chemie-Stadion  |
| 2024/25 | 22.03.2025 | Halbfinale    | VfL Halle 1896 – Hallescher FC           | 0:2       | 1.530     | Stadion am Zoo        |

## Sportliche Erfolge
- Mitteldeutsche Fußballmeisterschaft
  - Meister: 1917, 1919
  - Vize-Meister: 1905, 1909, 1918
- Oberliga Nordost (Staffel Süd)
  - Meister: 1999
  - Dritter: 1998
- Fußball-Verbandsliga Sachsen-Anhalt
  - Meister: 1995, 2009
- Fußball-Landespokal Sachsen-Anhalt
  - Sieger: 1997, 1999
  - Finalist: 1996, 2000, 2015

## Bekannte ehemalige Spieler
- Jörg Emmerich (* 1974) – 142 Zweitligaspiele für den FC Erzgebirge Aue; spielte 1996–2000 für den VfL Halle 96
- Fritz Förderer (1888–1952) – 11-facher deutscher Nationalspieler; spielte nach dem Ersten Weltkrieg für den VfL Halle 96
- Rico Glaubitz (* 1973) – 11 Zweitligaspiele für den FSV Zwickau; spielte 1999–2001 für den VfL Halle 96
- Steffen Karl (* 1970) – 93 Bundesligaspiele für Borussia Dortmund und Hertha BSC; spielte bis zu seinem 12. Lebensjahr bei Empor Halle
- Rudolf Müller (1910–unbekannt) – Bundespokal-Sieger 1935; spielte von 1934 bis 1940 für den VfL Halle 96
- Karsten Oswald (* 1975) – 102 Zweitligaspiele für den Chemnitzer FC und Dynamo Dresden; spielte bis zu seinem 14. Lebensjahr für den VfL Halle 96
- Marcel Schied (* 1983) – 4 Bundesligaspiele für Hansa Rostock; spielte bis zu seinem 15. Lebensjahr für den VfL Halle 96
- Dariusz Wosz (* 1969) – 7-facher Nationalspieler der DDR und 17-facher deutscher Nationalspieler; spielte bis zu seinem 15. Lebensjahr bei Empor Halle